# 상인역
상인(대구보훈병원)역(Sangin(Daegu Veterans Hospital)Station, 上仁驛)은 대구광역시 달서구 상인동에 있는 대구 도시철도 1호선의 전철역이다. 부역명은 대구보훈병원이며 인근에 대구교통공사와 대구광역시 도시철도 건설본부가 있다.

## 역사
- 1995년 4월 28일: 대구 도시철도 1호선 공사 중 가스 폭발 사고가 일어나 큰 피해 발생
- 1997년 11월 26일 : 대구 도시철도 1호선 개통과 함께 영업 개시
- 2016년 6월 29일 : 스크린도어 설치

## 특징
상인네거리에 위치하고 있으며, 1995년 4월 28일 롯데백화점 상인점 공사 중 가스 폭발 사고가 일어나 가장 중대한 인명 피해가 발생한 곳이다. 그리고 차내 안내방송에서는 인근의 달서구청을 언급하나, 달서구청과는 1.3km 떨어져 있어서 인근의 영남고등학교 버스 정류장에서 환승해야 한다.
역 주변에 주택지구가 많이 개발되어 있어 유동인구가 많으며, 지리상 교통의 요지에 있기 때문에 월배 제 1의 대표역이라고 불릴 정도로 이용객이 압도적으로 많다.

## 역 구조
2면 2선의 상대식 승강장이 있는 지하 역이며, 승강장 벽면 색상은 연두색이다. 스크린도어가 설치되어 있다. 출구는 8개다.

### 승강장
| 월배 ↑ |
| \| 상  |
| ↓ 월촌 |

| 상행 | ● 대구 도시철도 1호선 | 월배·진천·설화명곡 방면      |
| 하행 | ● 대구 도시철도 1호선 | 반월당·중앙로·안심·하양 방면 |

- 승강장 번호는 없다.
- 대합실을 통해, 반대편 승강장으로 이동이 가능하다.

## 역 주변
| 나가는 곳 | 방면 |
| --------- | --- |
| 1         | 월암동 상인중석타운 상인역 e-편한세상 대구조암초등학교 월서초등학교 월성 e-편한세상                                                                                                |
| 2         | 농협 월배농협상인역지점 하나은행 상인동지점 센트로타워 상인자이아파트 홈플러스 상인점 나사렛병원 대구월서초등학교 우리투자증권 한화투자증권                                        |
| 3         | 성모여성병원 월배 |
| 4         | 대구상인초등학교 보훈병원 달서구청소년수련관 대곡아파트 상인성당 롯데시네마 상인                                                                                                   |
| 5         | 삼성증권상인지점 상인아파트 상인공영주차장 IM뱅크 상인역지점 굿모닝대구서지점 대우증권 상인지점 현대증권 상인지점 롯데백화점 상인점 상인현대동방타운 상인보성맨션 상인영남화성타운 |
| 6         | 대구교통공사 국민은행 상인역지점 대구광역시도시철도건설본부 상원중학교 송현주공아파트                                                                                              |
| 7         | 상인화성하이츠 상원고등학교 경북기계공업고등학교 대구하이텍고등학교 네트컴퓨터아카데미학원                                                                                         |
| 8         | 영남중학교 영남고등학교 달서구청 보성은하타운 월성아파트 송일초등학교 |

## 승차량 변동
지리상 월배지구, 대곡지구, 달성군 서남부에서 시내로 나가는 요지에 있기 때문에 환승역인 반월당역과 도심지에 있는 중앙로역, 동대구역을 제외한 역들 중에서 이용객이 제일 많으며, 현재도 이용객이 지속적으로 증가하고 있다. 교대~대곡 구간 중에 가장 승객이 많은 역이며, 대구 도시철도 1호선의 역들 중 환승역인 반월당역을 제외하면 3번째로 승객이 많다. 이로 인해 다른 역들보다 훨씬 이른 2016년 6월 29일에 스크린도어가 설치되었다.
| 노선  | 승차 인원 | 승차 인원 | 승차 인원 | 승차 인원 | 승차 인원 | 승차 인원 | 승차 인원 | 승차 인원 | 승차 인원 | 승차 인원 | 주석  |
| 노선  | 1997년    | 1998년    | 1999년    | 2000년    | 2001년    | 2002년    | 2003년    | 2004년    | 2005년    | 2006년    | 주석  |
| ----- | --------- | --------- | --------- | --------- | --------- | --------- | --------- | --------- | --------- | --------- | ----- |
| 1호선 | 7,745     | 8,230     | 8,508     | 미공개    | 8,597     | 8,918     | 5,479     | 9,669     | 9,641     | 11,612    | [ 1 ] |
| 노선  | 2007년    | 2008년    | 2009년    | 2010년    | 2011년    | 2012년    | 2013년    | 2014년    | 2015년    | 2016년    |       |
| 1호선 | 11,358    | 11,738    | 11,804    | 12,018    | 12,824    | 13,118    | 13,259    | 12,950    | 13,077    | 13,249    | [ 1 ] |
| 노선  | 2017년    | 2018년    | 2019년    | 2020년    | 2021년    | 2022년    | 2023년    | 2024년    |           |           |       |
| 1호선 | 13,253    | 13,053    | 13,184    | 8,667     | 9,495     | 10,054    | 10,736    |           |           |           |       |

## 인접한 역
| 대구 도시철도 1호선    | 대구 도시철도 1호선   | 대구 도시철도 1호선 |
| ---------------------- | --------------------- | ------------------- |
| 119 월배 설화명곡 방면 | ● 대구 도시철도 1호선 | 121 월촌 하양 방면  |